# Viktorija Čmilytė
Viktorija Čmilytė-Nielsen, född 6 augusti 1983 i Šiauliai i Litauen, är en litauisk schackspelare. Hon är Stormästare (GM) och Kvinnlig stormästare (WGM). Hon är också politiker och medlem i Liberala rörelsen och har sedan 21 april 2015 en plats i Seimas, Litauens parlament. Från och med den 13 november 2020 är hon talman i  Seimas, Litauens parlament.

## Meriter
- Litauisk mästare två gånger
- EM för damer: etta 2011, tvåa tre gånger (2003, 2008 och 2010)
- Världsmästare i snabbschack 2007

## Personligt
Viktorija Čmilytė var gift med Alexei Shirov 2001-2008. Sedan 2013 är hon gift med Peter Heine Nielsen. Hon bor i Litauen och har tre barn.